# 乔纳森·本德
乔纳森·勒内·本德（英語：Jonathan Rene Bender，1981年1月30日—），美国NBA联盟前职业篮球运动员。他在1999年的NBA选秀中第1轮第5顺位被多伦多猛龙选中。